# بنیاد مونا
بنیاد مونا (به انگلیسی: Mona Foundation) یک سازمان غیرانتفاعی است که از طرح‌های مردمی با تمرکز بر آموزش و ارتقای جایگاه زنان و دختران در ایالات متحده و خارج از آن حمایت می‌کند. آنها معتقدند که آموزش همگانی و برابری جنسیتی سنگ بنای ریشه کنی فقر، بیماری و خشونت است.
بنیاد مونا به نام مونا محمودنژاد، دانش‌آموز دبیرستانی ایرانی که در سال ۱۹۸۳ به دلیل اعتقادات مذهبی‌اش، به آیین بهائی و تدریس در کلاس‌های کودکان اعدام شد، جوانی، شجاعت و فداکاری مونا در راه عدالت و تحصیل و خدمت، الهام‌بخش مهناز جاوید شد تا این بنیاد رو به نام مونا نامگذاری کند. بنیاد مونا از زمان تأسیس خود در سال ۱۹۹۹ در ۱۸ کشور با ۳۸ سازمان شریک کار کرده‌است و سالانه از آموزش ۲۵۸۰۰۰ دانش آموز، معلم و والدین حمایت می‌کند. بنیاد مونا از طرح‌های مردمی که به همه کودکان آموزش می‌دهد، فرصت‌ها را برای زنان و دختران افزایش می‌دهد و بر خدمت به جامعه تأکید می‌کند، حمایت می‌کند. بنیاد مونا معتقد است که کلید رفع فقر و دستیابی به تحول مثبت و پایدار جامعه در آموزش همگانی و برابری جنسیتی نهفته‌است. بنیاد مونا در حال مشارکت در سراسر دنیا با موسساتی که به این دو الویت توجه دارند می‌باشد.

## بودجه
بسیاری از بنیادها سرمایه‌گذاران اولیه هستند و از پروژه‌هایی حمایت می‌کنند که آغاز و پایانی دارند. در عوض، بنیاد مونا روابط بلندمدت با سازمان‌های محلی ایجاد می‌کند و بودجه چند ساله (به‌طور متوسط شش سال) فراهم می‌کند.
مونا ارتباط مستمر، اعتماد و مشارکت را فراهم می‌کند. آنها به ما نمی‌گویند چه کار کنیم، بلکه می‌گویند «مشکلات خود را به ما بگویید و اینکه ما چگونه می‌توانیم کمک کنیم.» سپس آنها در کنار ما کار می‌کنند. به دلیل تعهد طولانی مدت آنها و تأمین مالی متفکرانه آنها، کار ما به بیش از ۴۰۰۰۰ دانش آموز و معلم رسیده‌است. این تنها به دلیل حمایت مونا رخ داده‌است. (اورواشی سانی مدیر عامل و مؤسس سالن مؤسس دیجیتال)

## پروژه‌ها

### نیوهورایزن، هائیتی
مدرسه نیوهورایزن که به عنوان یکی از بهترین‌ها در هائیتی شناخته می‌شود، نسل بعدی فارغ التحصیلان را به عنوان عوامل تغییر در توسعه پایدار هائیتی آموزش می‌دهد. تمرکز بر تعالی تحصیلی و تحول شخصی با تعهد به خدمات اجتماعی و تمرکز بر قابلیت‌های اخلاقی حاصل می‌شود. از ۴۰۷ دانش آموز نیوهورایزن، ۵۲ درصد دختر هستند.

### ADCAM، برزیل
انجمن توسعه منسجم آمازون (ADCAM) در سال ۱۹۸۵ به عنوان یک پرورشگاه کوچک با ۳۰ کودک شروع به کار کرد. امروز، این یک مؤسسه ملی شناخته شده‌است که K-12، یک کالج فنی، آموزش حرفه ای، یک مرکز توسعه خانواده و برنامه‌های آموزش روستایی را ارائه می‌دهد که به بیش از ۱۰۰۰ دانش آموز و ۴۴۰۰ جوان، خانواده و سالمند در روز خدمات می‌دهد. برنامه‌ها عبارتند از:
یک مدرسه K-12 که به بیش از ۱۰۰۰ دانش آموز خدمت می‌کند مؤسسه توسعه خانواده به دانش آموزان در معرض خطر از سنین ۷ تا ۱۷ سال خدمت می‌کند مدرسه حرفه ای با ارائه ۱۶ مسیر آموزش حرفه ای برنامه درسی آموزشی SAT در ۱۶ مدرسه رودخانه در کنار رودخانه آمازون استفاده می‌شود یک برنامه بعد از مدرسه برای کودکان خیابانی که به ۴۰۰ دانش آموز خدمت می‌کند برنامه ای برای سالمندان محروم و آسیب‌پذیر یک برنامه کارآموزی جوانان برای آماده‌سازی جوانان ۱۵ تا ۲۴ ساله برای اشتغال برنامه ای برای کمک به نوجوانان مجرمان

### مدرسه انیس زنوزی هائیتی
مدرسه بهائی انیس زنوزی، واقع در پورتو پرنس، هائیتی، آموزش K-12 را به ۴۲۱ دانش آموز (تا سال ۲۰۱۹) ارائه می‌دهد که ۶۰ درصد آنها دختر هستند. دانشگاهیان عالی، موسیقی و هنر و برنامه توانمندسازی جوانان در دسترس همه دانشجویان است. هیچ تنبیه بدنی در زنوزی مجاز نیست.

### ژرژ مارسلوس، هائیتی
ژرژ مارسلوس پس از تخریب ۷۵ درصد مدارس در هائیتی در زلزله سال ۲۰۱۰، چهار برابر شد. ژرژ مارسلوس که در گوئرو، یک جامعه کشاورزی که اکثر ساکنان آن در مزارع کار می‌کنند و درآمدها بر اساس محصول در نوسان است، قرار دارد، به دانش‌آموزان اجازه می‌دهد حتی اگر خانواده‌ها هزینه‌ها را پرداخت نکنند، به مدرسه بیایند.

### مدرسه بدیع، پاناما
مردم بومی پاناما از شدیدترین فقر، سوءتغذیه، بی سوادی و سطوح بالاتر بیماری رنج می‌برند. مدرسه بدیع واقع در سان میگولیتو به شهری از گروه‌های قومی بومی امبرا و کونا خدمات می‌دهد. مدرسه بدیع در سال ۱۳۷۲ به عنوان یک مهدکودک در کانکس یک خانه تریلر شروع به کار کرد. این مدرسه اکنون یک K-12 است که به بیش از ۳۹۶ دانش آموز خدمات می‌دهد.

### مؤسسه بارلی، هند
بارلی که توسط یونسکو به عنوان یکی از ۱۰۰ پروژه برتر آموزشی در کشورهای در حال توسعه به رسمیت شناخته شده‌است، زنان جوان روستایی به حاشیه رانده شده را آموزش می‌دهد و به آنها قدرت می‌دهد تا رهبران و عوامل تغییرات اجتماعی در جوامع خود شوند. بارلی ۷۸۰۰ دختر را از بیش از ۷۸۰ روستا فارغ‌التحصیل کرده‌است و زندگی هزاران نفر را در جوامع خود بهبود بخشیده‌است. همه شاگردان بارلی دختر و زن هستند. سالن مطالعه دیجیتال، هند رویکرد DSH به آموزش اینگونه توصیف شده‌است: «یوتیوب با نتفلیکس در یک مدرسه با کف خاکی ملاقات می‌کند.» DSH که مقر آن در لاکنو است، به دنبال بهبود کیفیت آموزش برای کودکان محروم در مدارس روستایی و زاغه‌نشینی با استفاده از «تکنولوژی ساده» و رویکردهای نوآورانه است.

### بنیاد بدیع، چین
از سال ۲۰۰۵، ابتکارات ظرفیت سازی بنیاد بدیع بیش از ۳۶۰۰۰ شرکت کننده، عمدتاً زنان و جوانان، را در ۱۳ منطقه روستایی و نیمه روستایی چین جذب کرده‌است. این پروژه‌ها مشارکت کنندگان را در خدمات با تمرکز بر کشاورزی، محیط زیست، بهداشت عمومی، تغذیه، فرهنگ و توسعه اقتصادی درگیر می‌کند. بیش از ۴۰۰۰ زن و جوان در برنامه‌های مختلف بدیع شرکت می‌کنند. در برنامه اقدام زیست‌محیطی، ۱۰۰ درصد از ۱۰۴۴ شرکت کننده زن هستند.

### مرکز توسعه مغولستان، مغولستان
مرکز رشد مغولستان بر رشد شخصیت کودکان تأکید دارد و برای معلمان و والدین آموزش می‌دهد. MDC واقع در اولان باتور، مهدکودک و آموزش را در شش منطقه مغولستان ارائه می‌دهد، به بیش از ۷۷۶۰ کودک و ۱۳۰۸ معلم خدمات ارائه می‌دهد. ۶۰ درصد دانش آموزان دختر و ۳۷۰ معلم همگی زن هستند.

### مأموریت آفتابگردان، ویتنام
با حمایت مونا، Sunflower Mission از سال ۲۰۰۲ تاکنون ۱۴۴ کلاس درس ساخته و ۱۴۰۰۰ بورسیه تحصیلی برای کودکان در روستاهای دورافتاده ویتنام تأمین کرده‌است. این مدارس امکان تحصیل را برای هزاران دانش آموز فراهم کرده‌است. بورسیه مهندسی و فناوری که یکی از معتبرترین بورسیه‌های تحصیلی توسط هر سازمانی در ویتنام است، هر ساله از طریق Sunflower Mission به دانشجویان اعطا می‌شود.

### TKP، ایالات متحده
Teaching Kids Programming (TKP) معلمان دوره راهنمایی را آموزش می‌دهد تا بتوانند دانش آموزان را با استفاده از دوره آموزشی TKP به زبان جاوا درگیر کنند.

### رانچو سسپه، ایالات متحده
رانچو سسپه دهکده کوچکی از خانواده‌های کشاورزی است که در نزدیکی شهر فیلمور در شهرستان ونتورا، کالیفرنیا زندگی می‌کنند. از سال ۲۰۰۱، Full Circle Learning به دانش‌آموزان کمک کرده‌است تا در عین ایجاد قدرت شخصیت، خلاقیت و مهارت‌های حل تعارض، به برتری تحصیلی دست یابند. از ۱۰۰ خانواده شرکت کننده، ۴۵ درصد دانش آموزان دختر و ۹۹ درصد آمریکای لاتین هستند.

### تارزانا، ایالات متحده آمریکا
برنامه عادت‌های قلب بعد از مدرسه به دانش آموزان محروم و مهاجر جدید در مدرسه ابتدایی تارزانا خدمت می‌کند. این برنامه به واحدهای آموزشی تقسیم می‌شود که بر روی یک «عادت قلبی» تمرکز دارد. عادات شامل ادب، درک و فداکاری است و به دانش آموزان کمک می‌کند تا ظرفیت‌های نوشتاری، صحبت کردن، علم، هنر و موسیقی خود را افزایش دهند. ۷۵ درصد دانش آموزان این برنامه دختر هستند. همچنین ببینید فقر در هائیتی تحصیل در هائیتی لیست مدارس در هائیتی واکنش بشردوستانه توسط سازمان‌های غیردولتی به زلزله ۲۰۱۰ هائیتی.